# Kuruman
Kuruman ist eine ehemalige britische Missionsstation und die größte Stadt in der Gemeinde Ga-Segonyana, Distrikt Kgalagadi, Provinz Nordkap in Südafrika. 2011 hatte sie 13.057 Einwohner. Bekannt ist sie als die „Oase der Kalahari“, da sich dort Berge, Wasser und dichte Vegetation mitten in einer Halbwüstenregion finden. Speziell verdankt die Stadt diesen Beinamen der nicht versiegenden Süßwasser-Quelle Die Oog (deutsch: „Das Auge“), auch Eye of Kuruman. Sie liefert täglich etwa 20 Millionen Liter Wasser guter Qualität. Die Quelle ist Nationaldenkmal.
Die Stadt liegt auf dem Ghaap Plateau in 1131 Meter Höhe an der National Route 14, die unter anderem Upington mit Vryburg und der Provinz Gauteng verbindet. Benannt ist die Stadt nach Kudumane, einem San-Häuptling des 18. Jahrhunderts.

## Geschichte
Robert Moffat, ein schottischer evangelischer Missionar der London Missionary Society, lebte hier mit seiner Frau und seinen zehn Kindern von 1820 bis 1870. Er baute die Station zum wichtigsten Missionszentrum im südlichen Afrika während des 19. Jahrhunderts aus. Er übersetzte als erster die Bibel in die afrikanische Sprache Setswana. Ab 1830 war das Lukasevangelium fertig übersetzt, 1840 folgte das Neue Testament und 1857 wurde das Alte Testament fertiggestellt. Bis 1840 übersetzte er auch John Bunyans Pilgerreise in diese Sprache. Um die Bibel zu lernen, erlernten erste Konvertiten Lesen und Schreiben, und die Station wurde zu einem Bildungszentrum. 1829 wurden erste Afrikaner getauft, und 1834 bestand die einheimische Kirche aus 350 Personen. Die erste Bibel wurde 1857 vor Ort gedruckt. Moffats Enkelsohn Howard Unwin Moffat, der zweite Premierminister Südrhodesiens, wurde hier am 13. Januar 1869 geboren.

## Wirtschaft
Wirtschaftlich bedeutend sind Bergbau und Landwirtschaft. Mineralische Rohstoffe, beispielsweise Manganerz, Eisenerz und die weltweit größten Mengen an Krokydolith (blauer Asbest) werden hier abgebaut. Die in der Region tätige Bergbaufirma Kalagadi manganese ist ein Jointventure mit ArcelorMittal unter Beteiligung der südafrikanischen IDC und wurde durch Daphne Mashile Nkosi mit weiteren Managerinnen in Führungspositionen aufgebaut. Mit Unterstützung des südafrikanischen Bergbauministeriums werden seit 2014 in Kuruman durch Kalagadi manganese junge Unternehmerinnen für eine Tätigkeit im Montansektor ausgebildet. Das Bergbauunternehmen will so zur lokalen Umsetzung der Empowerment-Politik der Regierung beitragen.
Der Tourismus ist ebenfalls eine wichtige Einnahmequelle. In der Umgebung der Stadt liegen einige der größten Jagdgebiete Südafrikas.

## Klima
Aufgrund der Lage am Rand der Kalahari sind die Temperaturunterschiede zwischen Sommer und Winter extrem. Während der Wintermonate gibt es regelmäßig Frost, von Dezember bis April sorgen feuchte Nord- und Nordostwinde für häufige Gewitter, im Sommer werden trotz der Höhenlage die 40 °C überschritten. Die durchschnittliche Niederschlagsmenge beträgt 420 mm pro Jahr.

## Sehenswürdigkeiten
- Billy Duvenhage Nature Reserve
- Die Oog

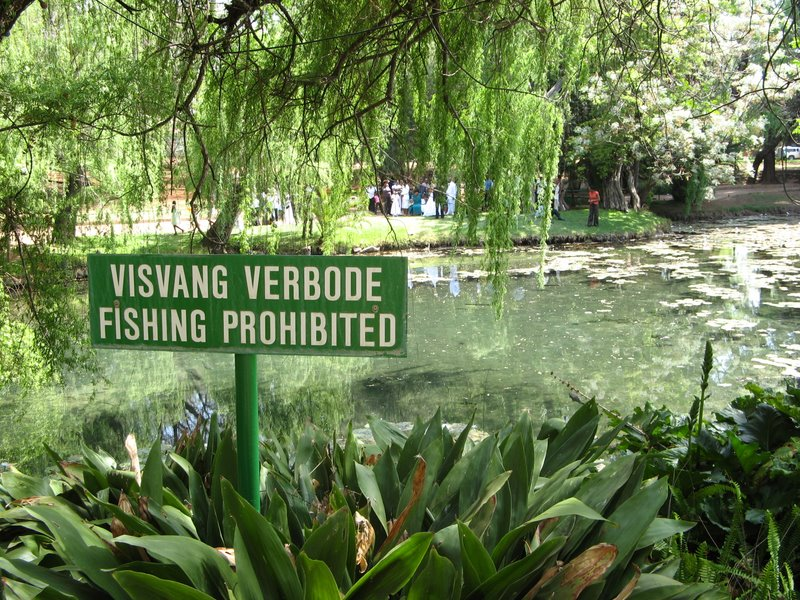
Die Oog

- Kalahari Raptor Rehabilitation Centre
- Moffat Mission Station
- Bird Sanctuary (mit 115 verschiedenen Vogelarten)